# Albert Austin
Albert Austin (13 de diciembre de 1882, aunque algunas fuentes dan como año 1881 o 1885-17 de agosto de 1953) fue un actor, director y guionista cinematográfico británico, activo en la época del cine mudo, conocido por su trabajo junto en películas de Charlie Chaplin. 

## Biografía
Nacido en Birmingham, Inglaterra, fue artista de music hall antes de trasladarse a los Estados Unidos con Chaplin, ambos formando parte de la troupe de Fred Karno, en 1910.
Conocido por su mostacho pintado y por sus rudas maneras, trabajó para la compañía de repertorio de Chaplin, haciendo papeles de reparto en muchos de sus filmes, a menudo como antagonista de la estrella, y trabajando también como ayudante de dirección de Chaplin. Así, ayudó a Chaplin a desarrollar la trama de The Adventurer (1917). Sin embargo, únicamente apareció en una ocasión en los créditos como colaborador, en Luces de la ciudad. Tras la llegada del cine sonoro, él se dedicó a la dirección y a los guiones, principalmente en cortos cómicos.
Como actor, intervino en comedias de Chaplin para Mutual Film Corporation. Más adelante hizo dos breves papeles, sin acreditar, en una de las cintas 'mudas' que Chaplin rodó en la época sonora, Luces de la ciudad (1931). Austin también intervino brevemente en el corto de Chaplin Charlot a la una de la madrugada. Su actuación más conocida tuvo lugar en el corto de Chaplin Charlot, prestamista.
Además de trabajar con Chaplin, Austin colaboró cono los cómicos Jackie Coogan y Mack Sennett.
En 1920 hizo el papel masculine principal de Suds (1920), acompañando a Mary Pickford. En el film él actuaba sin su característico mostacho pintado.
Según el obituario de New York Times, en sus últimos años trabajó como policía en los estudios Warner Brothers. Albert Austin falleció en North Hollywood, California, en 1953. Fue enterrado en el Cementerio Ferncliff. Era hermano del actor William Austin.

## Filmografía
- Luces de la ciudad (1931)
- El circo (1928)
- La quimera del oro (1925)
- A Prince of a King (1923)
- Día de paga (1922)
- The Kid (1921)
- Suds (1920)
- The Professor (1919)
- Shoulder Arms (1918)
- The Bond
- Triple Trouble (1918)
- Vida de perro (1918)
- The Adventurer (1917)
- The Immigrant (1917)
- The Cure (1917)
- Easy Street (1917)
- The Rink (1916)
- Detrás de la pantalla (1916)
- Charlot, prestamista (1916)
- El conde (1916)
- Charlot a la una de la madrugada (1916)
- Charlot, músico ambulante (1916)
- The Fireman (1916)
- The Floorwalker (1916)